# COVID-19 у Миколаївській області
Коронаві́русна хворо́ба 2019 у Миколаївській області — розповсюдження пандемії коронавірусу територією Миколаївської області.
Перші два випадки коронавірусної хвороби було виявлено на території Миколаївщини 12 квітня 2020 року. Станом на 19 липня 2021 виявлено 70208 випадків інфікування. 1859 осіб померло (2,6 %). 
| Район/місто          | Виявлено | Одужало | Померло | Хворіє |
| -------------------- | -------- | ------- | ------- | ------ |
| м. Миколаїв          | 54       | 8       | 2       | 44     |
| м. Вознесенськ       | 19       | 18      |         | 1      |
| м. Очаків            |          |         |         |        |
| м. Первомайськ       | 11       | 5       | 1       | 5      |
| м. Южноукраїнськ     | 44       | 22      |         | 22     |
| Арбузинський         | 6        |         |         | 6      |
| Баштанський          |          |         |         |        |
| Березанський         |          |         |         |        |
| Березнегуватський    |          |         |         |        |
| Братський            | 3        |         |         | 3      |
| Веселинівський       |          |         |         |        |
| Вітовський           | 1        |         |         | 1      |
| Вознесенський        | 23       | 3       | 1       | 19     |
| Врадіївський         | 25       |         |         | 25     |
| Доманівський         | 60       | 49      | 3       | 8      |
| Єланецький           |          |         |         |        |
| Казанківський        | 1        |         |         | 1      |
| Кривоозерський       | 8        |         |         | 8      |
| Миколаївський        | 1        |         |         | 1      |
| Новобузький          |          |         |         |        |
| Новоодеський         | 38       | 17      |         | 21     |
| Очаківський          |          |         |         |        |
| Первомайський        |          |         |         |        |
| Снігурівський        | 1        |         |         | 1      |
| Миколаївська область | 295      | 178     | 7       | 110    |

## Перебіг подій

### 2020
До 11 квітня, незважаючи на більш ніж 1500 випадків загалом в Україні, в Миколаївській області не було офіційно зареєстровано жодного випадку. З огляду на це, заступник міністра Міністерства охорони здоров'я ініціював перевірку ситуації в області, щоб виявити, чи дійсно в області немає заражених, чи там порушено алгоритм перевірки людей.
На 8 квітня було госпіталізовано 9 людей з підозрою на вірус, але тестування показало, що всі вони незаражені.
9 квітня зранку до Миколаєва літаком прибув головний санітарний лікар України Віктор Ляшко, що планував перевірити ситуацію. ЗМІ писали, що машина, яку дали головному санлікарю, врізалася в бус журналістів. Ляшко повідомив, що його в автомобілі під час ДТП не було, він тоді давав інтерв'ю журналістам. Пізніше того дня він повідомив, що вірус так і не знайшли.
10 квітня СБУ виявила порушення під час тестування на коронавірус у Миколаєвській області, тому було заплановано повторну перевірку всіх зразків в області.
11 квітня в області зафіксовано перші два випадки.
12 квітня в області виявили три нових випадки, це контактні особи які мали спільні богослужіння з першими виявленими в області двома жінками, у яких підтвердили коронавірусну хворобу. З неофіційних джерел стало відомо, що, як і хворі жінки-пенсіонерки, так і нині виявлені контактні, входять до релігійної громади однієї з протестантських церков.
14 квітня в області підтверджено ще 9 випадків захворювання на COVID-19. Вони належать до тісного релігійного кола із інфікованими раніше, всі зареєстровані у Вознесенському районі.
15 квітня в області підтверджено ще 8 випадків захворювання на COVID-19.
23 квітня село Семенівка на Миколаївщині було закрито на в'їзд і виїзд через зростання числа інфікованих. На трасі Н-24 до села залишено працювати єдиний КПП, а проїзд дозволено виключно місцевим жителям і працівникам критичної інфраструктури за спеціальними перепустками. Із 99 інфікованих, 23 — медичних працівника.
19 липня в курортному селищі Рибаківка в Миколаївській області виявили спалах COVID-19.
З 1 вересня в Миколаєві на час карантину було вирішено частково скасувати пільговий проїзд у транспорті для всіх, окрім учасників бойових дій, співробітників МВС та ЗСУ, пенсіонерів-працівників служб соцзахисту та учнів. Також в області було посилено карантин, заборонено концерти, дискотеки і роботу нічних клубів.

### 2021
21 березня в Миколаєві було введено жорсткий карантин до 4 квітня. 22 березня у місцевому транспорті було введено спецперепустки для проїзду.
25 березня Черкаська та Миколаївська області було включено до «червоної зони» карантину, у Миколаївській області показник захворюваності сягнув 106,7 на 100 тис. населення, у Черкаській — 67,6.
4 квітня керівництво ринку «Колос» у Миколаєві відмовилося дотримуватися карантину, після чого входи до ринку було заблоковано нацгвардією.
7 квітня в Миколаєві пройшли протести проти карантину, на які вийшло близько 300 людей. Мер міста Олександр Сєнкевич заявив їм, що нічим не може допомогти.